# بخش بمتارا
بخش بمتارا (به انگلیسی: Bemetara district) یک منطقهٔ مسکونی در هند است که در Durg Division واقع شده‌است. بخش بمتارا ۲٬۸۵۴٫۸۱ کیلومتر مربع مساحت و ۷۹۵٬۷۵۹ نفر جمعیت دارد.